# Drapelul Finlandei
Drapelul național al Finlandei este alb cu o cruce scandinavă albastră având brațul vertical deplasat spre lance.
Autorul finlandez Zacharias Topelius a descris într-un poem publicat în anul 1863 culorile albă și albastră ale drapelului finlandez ca reprezentând zăpada, respectiv lacurile finlandeze.

## Culori
În conformitate cu Decizia Guvernului Finlandez 827/93, culorile drapelului finlandez în sistemul Pantone sunt 294c pentru albastru, 186c pentru roșu și 123c pentru galben.